# Palestro-klassen
Palestro-klassen omfattede to italienske panserskibe, og blev bestilt til den nye italienske marine, der blev skabt, da Italien blev samlet i 1861. Værftskapaciteten i Italien var begrænset, så marinen måtte gøre brug af udenlandske værfter. De to skibe blev derfor bygget i Frankrig, der var et foregangsland for panserskibsbygning, og marinen fik moderne konstruktioner med jernskrog. Begge skibe var opkaldt efter byer i Norditalien, hvor Kongeriget Sardiniens hær vandt sejre over den østrigske hær i 1859.

## Skibene
De to skibe Palestro-klassen var mindre end de øvrige italienske panserskibe, men indgik alligevel i admiral Persanos kampformation i slaget ved Lissa på linje med resten af panserskibene.
| Navn     | Kølen lagt | Søsat             | Indgået | Skæbne                         |
| -------- | ---------- | ----------------- | ------- | ------------------------------ |
| Palestro | 1864       | 5. september 1865 | 1866    | Sænket ved Lissa 20. juli 1866 |
| Varese   | 1864       | 23. december 1865 | 1866    | Udgået maj 1891                |

### Palestro
Palestro var under slaget ved Lissa det tredje skib i den centrale italienske 1. division. Denne division blev involveret i de mest omfattende kamphandlinger i slaget, da de syv østrigske panserskibe omkring klokken 11 om formiddagen gennembrød den italienske linje og gik i gang med en serie vædringsforsøg, suppleret med artilleribeskydning. Under denne beskydning udbrød der brand i Palestro omkring klokken 11.30. Folkene om bord på skibet forsøgte at bekæmpe ilden, og det så en overgang ud til at lykkes, men pludselig, klokken 14.30, nåede ilden krudtmagasinerne. Palestro blev sprængt i stumper og stykker, og 230 mand mistede livet.

### Varese
Varese var ved Lissa det sidste skib i linjen, som en del af den italienske 3. division, og bortset fra, at det i forvirringen kolliderede med Ancona, gjorde det sig ikke specielt bemærket. Efter krigen fik det nye kanoner i 1870, og fra 1886-91 blev det brugt som hospitalsskib. Derefter blev det benyttet som skoleskib og depotskib.